# Taai (dialect)
Taai, ook Noord-Saiset, is een dialect van het Saisiyat, een Paiwanische taal gesproken in het noordwesten van Taiwan. Het Taai heeft een klein taalgebied, en slechts weinig sprekers. Het lijkt sterk op het Atayal, waarmee het een taalgrens deelt.

## Classificatie
- Austronesische talen
  - Formosaanse talen
    - Paiwanische talen
      - Saisiyat
        - Taai

Taai · Tungho